# Karl Wilhelm Lorenz
| Odkryte planetoidy: 4 | Odkryte planetoidy: 4 |
| --------------------- | --------------------- |
| (665) Sabine          | 22 lipca 1908         |
| (674) Rachele         | 28 października 1908  |
| (678) Fredegundis     | 22 stycznia 1909      |
| (685) Hermia          | 12 sierpnia 1909      |

Karl Wilhelm Lorenz (ur. 14 marca 1886 w Karlsruhe, zm. 13 lipca 1918 w Mannheim) – niemiecki matematyk i astronom, odkrył 4 planetoidy. 

## Życiorys
Po ukończeniu szkoły średniej w Karlsruhe studiował astronomię i matematykę na Uniwersytecie w Heidelbergu. W latach 1908–1910 był asystentem w Landessternwarte Heidelberg-Königstuhl w Heidelbergu. W 1911 roku ukończył studia i pracował jako nauczyciel. W latach 1916–1917 ujawniły się jego stare problemy z sercem. Zmarł na zapalenie płuc w 1918 roku w Mannheim.